# Delirio (Restrepo)
Delirio (Delirio) è un romanzo della scrittrice colombiana Laura Restrepo, pubblicato nel 2004. Nel 2006 fu insignito del premio Grinzane Cavour.
Il romanzo è costruito intorno a tre voci narranti, ciascuna delle quali rappresenta un ceto sociale diverso.
La narrazione vive di continui passaggi dalla soggettività all'oggettività attraverso l'alternanza dalla prima alla terza persona, il tutto accompagnato da una punteggiatura ricca di virgole e con pochi punti.

## Trama
Agustina Londoño, la figlia di una famiglia molto benestante di Bogotà, al ritorno del marito da un breve soggiorno, è in uno stato di delirio. Sarà il marito, Aguilar, che ha dovuto per le sue idee politiche abbandonare la professione di professore adattandosi poi a consegnare cibo per cani, che cercherà di risalire alle cause di quanto accaduto durante la sua assenza, scoprendo così l'epopea della famiglia di sua moglie.
Parallelamente la ricostruzione degli eventi che coinvolgono Midas McAlister, un narcotrafficante arricchitosi nell'illegalità, fornisce i tasselli mancanti di questa vicenda.
Perfino il nonno di Agustina, Portulinus, un maestro di pianoforte tedesco, vive momenti di delirio che nel suo caso si traducono in nuove composizioni musicali.
Nella ricostruzione delle vicende familiari, si riconoscono il dramma del figlio minore, il Bichi, la debolezza della madre Eugenia, l'amore di zia Sofi per i nipoti, la sicurezza e l'arroganza del figlio maggiore Joaco, e la sensibilità di Agustina, che fin da bambina ha le visioni.
Pablo Escobar ha un piccolo spazio nella storia, ma il suo potere, la sua forza e la paura che instilla anche nelle persone che lavorano con lui, è tangibile ogni qualvolta è nominato.

## Edizioni
- Laura Restrepo, Delirio, traduzione di Diego Simini, collana I narratori, Feltrinelli, 2005,  p. 254, ISBN 88-07-01688-5.